# Croix de Lizine
La croix de Lizine est une croix du XVe siècle située sur la commune de Lizine dans le département français du Doubs.

## Localisation
La croix est située au centre du village, à l'intersection de la route départementale 135 et de la rue de l'église.

## Histoire
La croix date du XVe siècle. Elle est classée au titre des monuments historiques depuis le 27 août 1907.

## Description
La croix est en pierre.